# Ricardo Sanzana
Ricardo Luis Sanzana Oteíza (Arica, 16 de marzo de 1976) es un abogado y político chileno, exmilitante de la Federación Regionalista Verde Social (FREVS). Entre 2015 y 2018 fue gobernador provincial de Arica, durante el segundo gobierno de Michelle Bachelet, y entre marzo de 2022 y noviembre de 2024 se desempeñó como Delegado presidencial regional de Arica y Parinacota en el gobierno del presidente Gabriel Boric.

## Biografía
Sanzana estudió su educación básica en el Liceo C-3 de Putre y en las Escuelas D-29 y E-1 República de Argentina, en Arica. La educación media la realizó en los Liceos Pablo Neruda y Domingo Santa María. Ha vivido en Putre y en Arica, en las Poblaciones Rosa Esther, Cerro La Cruz y Cardenal Raúl Silva Henríquez. Se graduó de Licenciado en Derecho y Ciencias Políticas y Abogado de los Tribunales y Juzgados en la Universidad Internacional de Ecuador legalizando su título en Chile en septiembre de 2002. Además, ha cursado diplomados en derecho penal y procesal penal en la Universidad Alberto Hurtado y en compliance corporativo en la Universidad Adolfo Ibáñez.
Desde 2003 se ha dedicado al ejercicio privado del Derecho como defensor penal, especialista en asuntos de orden público y regulatorio, prestando servicios licitados en la Defensoría Penal Pública de Arica y Parinacota. Entre 2004 y 2007 fue socio fundador y gerente general de Abogados Arica S.A, estando a cargo de liderar el primer proceso de implementación del sistema de licitación de defensa penal pública. Entre 2007 y 2013 se desempeñó como  socio fundador y  gerente general en  Defensor Experto LTDA, responsable de la planificación, control y dirección de las gestiones y labores derivadas de la ejecución de contratos de licitación Defensa Penal Pública.

## Carrera política
El 9 de septiembre de 2015, la presidenta Michelle Bachelet lo nombra como gobernador provincial de Arica, en reemplazo de Andrea Murillo, quien había renunciado para postularse a alcaldesa de Arica, ejerciendo el cargo hasta el final del segundo gobierno de Michelle Bachelet.
En 2021, postuló como candidato independiente a la alcaldía de Arica, obteniendo un 11,46% de los votos, no resultando electo. Posteriormente, el mismo año, fue candidato a diputado en las elecciones parlamentarias de 2021 como militante de la Federación Regionalista Verde Social (FRVS), no resultando electo con un 4,13% de los votos. El 28 de febrero de 2022, el presidente electo Gabriel Boric lo nombró como el próximo delegado presidencial regional de Arica y Parinacota, cargo que empezó a ejercer desde el inicio de su gobierno, el 11 de marzo del mismo año.
Siendo delegado presidencial, fue expulsado el 8 de marzo de 2023 de la FREVS junto a un grupo de militantes locales tras ser acusado de faltas a los principios partidarios. El fallo fue ratificado el 30 de agosto de 2023 por el Tribunal Supremo de la Colectividad

Presentó su renuncia como delegado presidencial el 15 de noviembre de 2024, con el fin postularse en las elecciones legislativas de Chile en 2025.

## Historial electoral

### Elecciones municipales de 2021
- Elecciones municipales de 2021, para la alcaldía de Arica.[9]

### Elecciones parlamentarias de 2021
- Elecciones parlamentarias de 2021, para diputado por el distrito N.º 1 (Arica, Camarones, General Lagos y Putre)[10]